# 숀 바이스만
숀 살만 바이스만(히브리어: שון זלמן וייסמן‎, 1996년 2월 14일~)은 세군다 디비시온 클럽 그라나다와 이스라엘 국가대표팀에서 공격수로 활약하고 있는 이스라엘의 프로 축구 선수이다.
이스라엘 클럽 마카비 하이파를 졸업한 바이스만은 2014년 이스라엘 클럽 하포엘 아크레, 마카비 네타냐, 하포엘 이로니 키르야트시모나에서 세 시즌을 임대로 보낸 후 시니어 무대에 데뷔했다. 마카비 네타냐에서 그는 특히 성공적인 캠페인을 즐겼고, 그 결과 클럽은 리갓 하알로 승격했다. 2019-20년 시즌 오스트리아 클럽 볼프스베르거 AC에서 뛰던 그는 유럽 대회에서 클럽 최초로 득점한 선수가 되었으며, 그 시즌 31경기 중 30골을 넣으며 오스트리아 분데스리가 득점왕에 올랐다.
이스라엘 청소년 국가대표 출신인 바이스만은 17세 이하 국가대표로 활약했다. 2019년 9월에 이스라엘 국가대표로 데뷔했다.

## 구단 경력

### 마카비 하이파
바이스만은 이스라엘의 고향 클럽인 마카비 하이파에서 선수 생활을 시작했다. 2014년 1월 20일, 17세의 바이스만은 리갓 하알 클럽 하포엘 베르셰바와의 경기에서 시니어 데뷔 전을 치렀다. 그는 79분에 란 아부카라트와 교체되어 벤치에서 내려왔다. 그는 10번의 리그 출전으로 시즌을 마감했으며, 다음 시즌에는 단 2경기에만 출전했다.

### 볼프스베르거 AC
2019년 6월 20일, 바이스만은 오스트리아 분데스리가의 볼프스베르거 AC에 입단하여 2년 계약을 체결하고 9번 유니폼을 받았다. 8월 17일, 리그 4라운드 SV 마터스부르크와의 홈 경기에서 4골을 넣으며 5-0으로 승리했다. 경기 전에는 케른텐주 클럽에서 리그 3경기 연속 득점을 기록했다.
2019년 9월 19일, 바이스만은 독일 클럽 보루시아 묀헨글라트바흐와의 유로파리그 조별 리그 경기에서 4-0으로 승리하며 선제골을 넣었으며, 이는 볼프스베르거 AC의 유럽 무대 첫 골이었다. 그는 2019-20년 시즌을 리그 30골로 마감하여 오스트리아 분데스리가 득점왕에 올랐다.

### 그라나다
2023년 1월 31일, 바이스만은 시즌이 끝날 때까지 세군다 디비시온 클럽 그라나다로 임대되었으며, 클럽이 라리가로 승격할 경우 300만 유로의 의무적 인수 조항이 적용되었다.
2023년 2월 5일, 바이스만은 비야레알 B와의 원정 리그 경기에서 데뷔 첫 골을 넣으며 2-0으로 승리했다. 6월, 클럽이 1부 리그로 승격한 후 그는 곧바로 영입되었다.
2023년 10월, 그는 X (전 트위터)에 "아직 가자 지구에 200톤의 폭탄이 투하되지 않은 논리적 이유는 무엇인가?"라는 글을 올렸고, 그라나다의 스페인 당국에 폭력 선동 및 도발 혐의로 신고되었다.

## 국가대표팀 경력
바이스만은 2011년 모국 이스라엘에서 유소년 국가대표로 데뷔했다. 2017년부터 2018년까지 이스라엘 U-21 국가대표팀의 일원으로 활동했다.
바이스만은 2019년 9월 9일, 슬로베니아와의 UEFA 유로 2020 예선 전에서 이스라엘 국가대표팀으로 성인 무대에 데뷔했다. 그는 경기에 선발 출전해 61분에 교체 투입되었다. 그는 2021년 9월 4일, 오스트리아와의 2022년 FIFA 월드컵 예선 경기에서 국가대표팀 데뷔 첫 골을 넣었고, 이스라엘은 홈에서 5-2로 승리했다.